# Đời sống tự nhiên ở Andorra

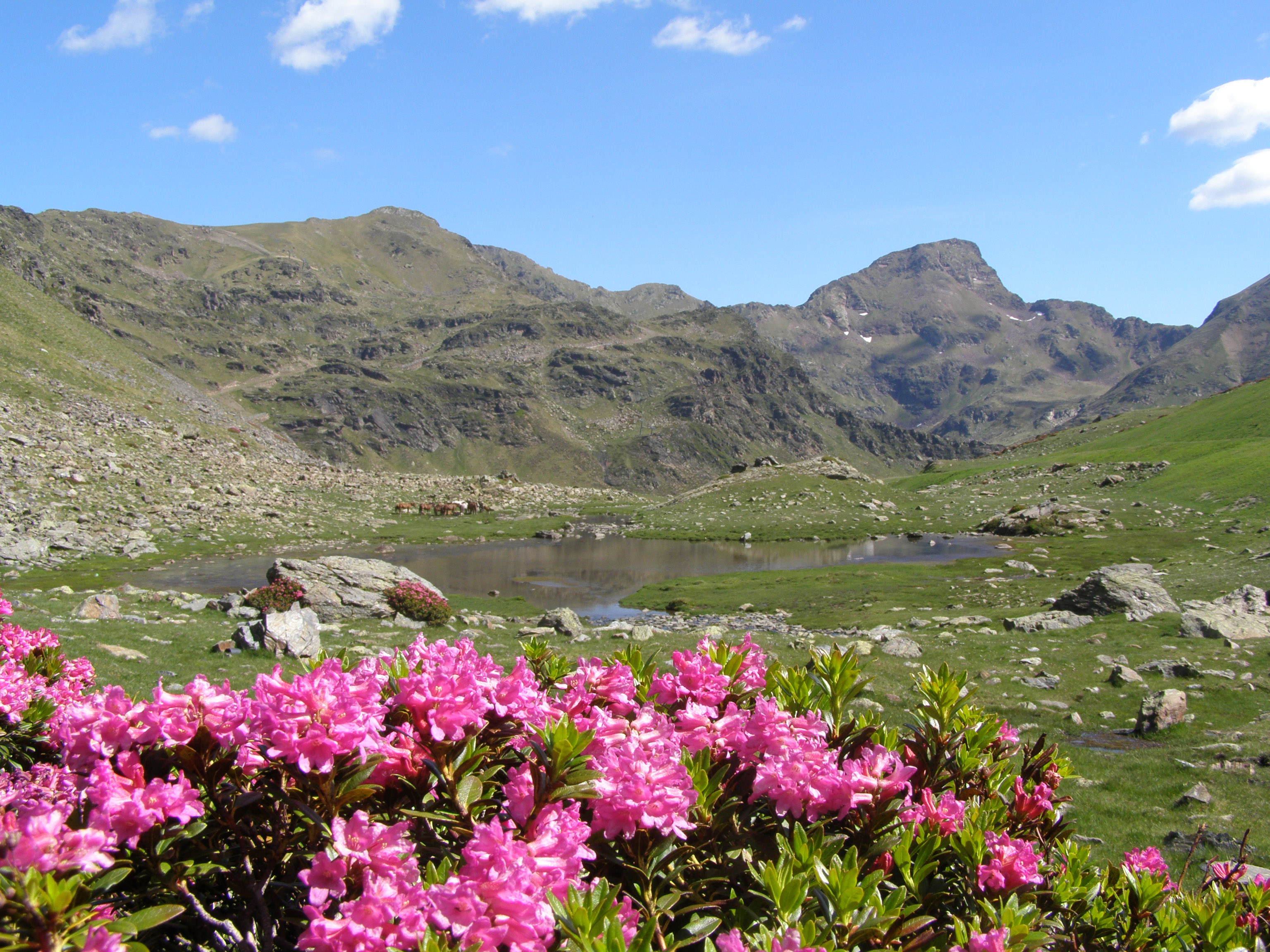
Phong cảnh Andorra

Hệ thực vật và động vật của Andorra tương tự như ở những nơi khác trong dãy núi Pyrenees.

## Hệ thực vật
Cây dẻ và cây óc chó chỉ mọc ở khu vực xung quanh Sant Julià de Lòria, khu định cư thấp nhất. Ở những nơi khác, cây sồi thường xanh vẫn còn phổ biến. Các vùng cao hơn và nhiều thung lũng có cây thông, cây lãnh sam, và nhiều dạng khác nhau của đời sống thực vật dưới núi và núi cao. Ở độ cao nhất không có cây cối, nhưng cỏ rất phong phú vào mùa hè. Có hoa cẩm chướng, hoa violet, hoa chuông và hoa cúc, cũng như dâu đen, dâu rừng và rêu.

## Hệ động vật
Có thể tìm thấy gấu, sói, cáo, chồn mactet, sơn dương Pyrenean, thỏ, thỏ đồng, đại bàng, kền kền, vịt cổ xanh và ngỗng ở những khu vực biệt lập. Các con suối trên núi có cá hồi chấm, cá chó và tôm hùm đất.